# Club Atlético Victoriano Arenas
El Club Atlético Victoriano Arenas es un club de fútbol argentino, fundado el 2 de enero de 1928.  Su sede social se encuentra ubicada en Valentín Alsina, partido de Lanús, Provincia de Buenos Aires. Su estadio, llamado «Saturnino Moure», se emplaza en el meandro de Brian, perteneciente a la Ciudad Autónoma de Buenos Aires, pero generalmente integrado a Piñeyro, partido de Avellaneda, en la Provincia de Buenos Aires. Está afiliado a la AFA desde 1963, y actualmente participa en la Primera C, cuarta categoría para los clubes directamente afiliados a la AFA.
Su nombre procede de un cartel ubicado en el predio donde se disputaban sus partidos, que publicitaba a una empresa inmobiliaria: «Victoriano Arenas vende lotes».

## Historia

### 1974: Primer ascenso
Obtuvo el subcampeonato detrás de Barracas Central y ascendió a Primera C, por entonces la tercera categoría del fútbol argentino, por primera vez. 

### 1991: Primer campeonato de Primera D
Después de ganar la Sección B del torneo de Primera D 1990-91 disputó las finales contra Puerto Italiano y obtuvo el campeonato. Ascendió así por segunda vez.

### 2018: Segundo campeonato de Primera D y clasificación a la Copa Argentina
En una excelente campaña que lo llevó a clasificar a la Copa Argentina 2017-18, por su actuación en la primera rueda del torneo, se consagró campeón por segunda vez en su historia en el Campeonato de Primera D 2017-18, y obtuvo el ascenso a la Primera C por tercera vez.
En los Treintaidosavos de final de la Copa Argentina enfrentó a Huracán, en lo que fue su primer partido oficial contra un equipo de la Primera División, que terminó con una ajustada derrota por 1 a 0, tras cumplir una buena actuación.
Tiene una fuerte rivalidad con Club Atlético Deportivo Paraguayo.

## Vínculos con Sandro
En 2010, en homenaje a Sandro, artista reconocido internacionalmente y originario de Valentín Alsina, quien frecuentó la institución en una época, el club colocó su imagen en el frente de la camiseta junto a la del Puente Alsina, postal representativa de la localidad, y la leyenda C.A.V.A. de América, asociando su nombre con el del artista, conocido como Sandro de América.

## Indumentaria y patrocinador
| Período       | Proveedor  |
| ------------- | ---------- |
| 1980-1991     | Uribarri   |
| 1991-1995     | ED         |
| 1995-1999     | Team Foot  |
| 1999-2003     | Dana       |
| 2003-2021     | For Export |
| 2022-presente | Meglio     |

| Período   | Patrocinador                                                            |
| --------- | ----------------------------------------------------------------------- |
| 1993-1999 | Ipanema                                                                 |
| 1999-2003 | Dana                                                                    |
| 2003-2004 | Sepia/Nueva Generación Video Producciones                               |
| 2004-2013 | Casa Bachetti                                                           |
| 2013-2016 | Siam                                                                    |
| 2016-2017 | Emmesol                                                                 |
| 2018-2019 | Zona Barbera Handcrafted Authentic/Facultad de Ciencias Económicas UNLZ |
| 2019-2020 | Ricci Joyeros/La Nave del Pollo Pela/Centro de Reciclaje                |
| 2021      | Ricci Joyeros/Colo Sport/Distribuidora PM                               |
| 2022      | Ricci Joyeros/Colo Sport/La Nave del Pollo Pela                         |
| 2023-     | Sur Finanzas/Colo Sport/Ricci Joyeros                                   |

## Estadio

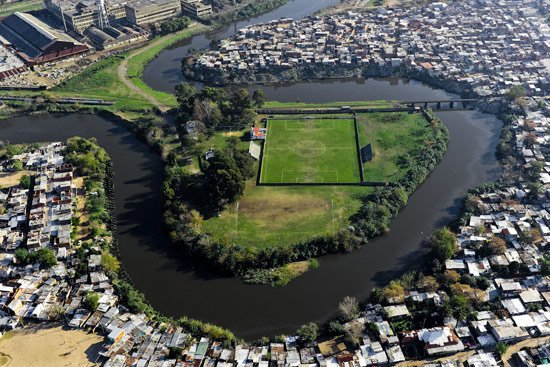

El estadio de Victoriano Arenas lleva el nombre de «Saturnino Moure». Los terrenos donde se levanta, aledaños a la zona fabril de las villas Castellino y Pobladora, de la localidad de Piñeyro, partido de Avellaneda, en el cruce de la calle Cnel. Molinedo con las vías del ferrocarril Belgrano Sur, pertenecen técnicamente a la ciudad de Buenos Aires y fueron adquiridos por el club en 1947. Cuenta con una capacidad de 1500 espectadores.
El particular lugar donde se encuentra emplazado, conocido como meandro de Brian, isla del CAVA o isla Gurmendi (por el nombre de una fábrica cercana), es una especie de península formada por el curso de agua del Riachuelo, por lo que está rodeado casi totalmente por el mismo. Esto le da una escenografía especial, a lo que se agrega el relativo aislamiento del lugar, debido a sus características, ya que está unido al resto del barrio por un estrecho paso, en una zona poblada de grandes fábricas, algunas de ellas abandonadas.
Fue este estadio en el que debutó Florencia Romano, la primera árbitra que dirigió un partido de una división superior del fútbol argentino. El hecho, considerado histórico, ocurrió en el partido disputado por Victoriano contra el Club Social y Deportivo Muñiz, jugado el 4 de abril de 1998.

## Datos del club
- Temporadas en Primera División: 0
- Temporadas en Primera B Nacional: 0
- Temporadas en Primera B: 0
- Temporadas en Primera C: 12 (1975-1977, 1991/92-1992/93 y 2018/19-Presente)[22]
- Temporadas en Primera D: 51 (1963-1974, 1978-1987/88, 1989/90-1990/91 y 1993/94-2017/18)[22]
- Temporadas desafiliado: 1 (1988-89)
- Participaciones en Copa Argentina: 5 (2011/12, 2012/13, 2013/14, 2014/15, 2017/18)

### Resumen
- Temporadas en Tercera División: 3
- Temporadas en Cuarta División: 30
- Temporadas en Quinta División: 30

### Ascensos y descensos
- Primera D a Primera C: 1974
- Primera C a Primera D: 1977
- Desafiliación: 1988-89
- Primera D a Primera C: 1990-91
- Primera C a Primera D: 1992-93
- Primera D a Primera C: 2017-18

## Goleadas

### A favor
- En Primera D: 7-2 a Sportivo Barracas (1986)
- En Primera D: 6-1 a Muñiz (2017)
- En Primera C: 5-0 a Villa San Carlos (2018)

### En contra
- En Primera D: 1-8 vs Dock Sud (1984)
- En Primera C: 0-7 vs Villa Dálmine (1975)
- En Primera D: 1-5 vs Brown de Adrogué (1984)

## Palmarés
| Torneos nacionales | Torneos nacionales | Torneos nacionales |
| Competición        | Títulos            | Subcampeonatos     |
| ------------------ | ------------------ | ------------------ |
| Primera D (2/1)    | 1990-91, 2017-18   | 1974               |

## Rivalidades
Mantiene rivalidad con Sacachispas.